# Loch Dubh (Lewis and Harris)
Loch Dubh ist ein Süßwassersee auf der schottischen Hebrideninsel Lewis and Harris beziehungsweise in der traditionellen Grafschaft Ross-shire.

## Beschreibung
Der See liegt im Südosten von Lewis, dem Nordteil der Doppelinsel, 900 Meter entfernt der Südküste des Meeresarms Loch Erisort. Von diesem ist er durch den 102 Meter hohen Hügel Beinn Chleiteir getrennt. Der Loch Dubh liegt auf einer Höhe von 28 Metern über dem Meeresspiegel. In einer äußerst dünn besiedelten Region gelegen, sind die Ufer von Loch Dubh unbesiedelt. Die nächstgelegene größere Siedlung ist der Weiler Balallan in 1,5 Kilometern Entfernung. 200 Meter nördlich verläuft die B8060, welche die Weiler entlang der Südküste des Loch Erisort anbindet. Etwa drei Kilometer westlich verläuft die A859.
Der Loch Dubh weist eine maximale Länge von 0,52 Kilometern bei einer maximalen Breite von 0,22 Kilometern auf, woraus sich eine Seefläche von sieben Hektar und ein Umfang von einem Kilometer ergeben. Die mittlere Tiefe des Loch Dubh beträgt 4,9 Meter, woraus ein Volumen von 346.790 Kubikmetern resultiert. Sein Einzugsgebiet umfasst 249 Hektar und besteht zu etwa 42 % aus Heide und 36 % aus Moorland, während Grundwasser 13 % des Zuflusses ausmacht. Das Einzugsgebiet erstreckt sich im Wesentlichen nach Süden und umfasst auch mehrere kleinere Seen sowie den größeren Loch na Craoibhe. Der See verfügt über keine benannten Zuflüsse. Vom Westufer fließt ein unbenannter Bach ab, der 600 Meter nordwestlich in den Loch Erisort, eine Bucht der Schottischen See, entwässert.